# Ahmad Fatfat
Ahmad Fatfat, arab.: أحمد فتفت (ur. 28 marca 1953 r.) – libański polityk, sunnita, wielokrotny deputowany libańskiego parlamentu, reprezentujący okręg Al-Minja-Al-Danja, minister sportu i młodzieży w gabinecie Fuada Siniory. Ukończył medycynę na Université Catholique de Louvain (posiada też belgijskie obywatelstwo). Związany jest ze Strumieniem Przyszłości.